# 不被承認的存在
《不被承認的存在》（英語：Unacknowledged），也译为《未曾确认》、是2017年美國紀錄片，由麥可·馬佐拉（Michael Mazzola）執導，幽浮學家史蒂芬·格里爾等人製作，詹卡洛·埃斯波西托擔綱旁白。
該片由格里爾籌資攝製，呈現了關於外星人接觸的相關證詞、文件及UFO畫面，並訪問包括宇航员艾德加·米切爾在內的多名曾在NASA、FBI等相關單位任職的人士。格里爾在片中稱美國政府極力隱瞞與外星人有關的事實，瑪麗蓮·夢露的死亡亦與之有關。

## 外部連結
- 互联网电影数据库（IMDb）上《不被承認的存在》的资料（英文）
- 爛番茄上《不被承認的存在》的資料（英文）
- AllMovie上《不被承認的存在》的资料（英文）
- 在Netflix上觀看《不被承認的存在》